# Schloss Lamerdingen

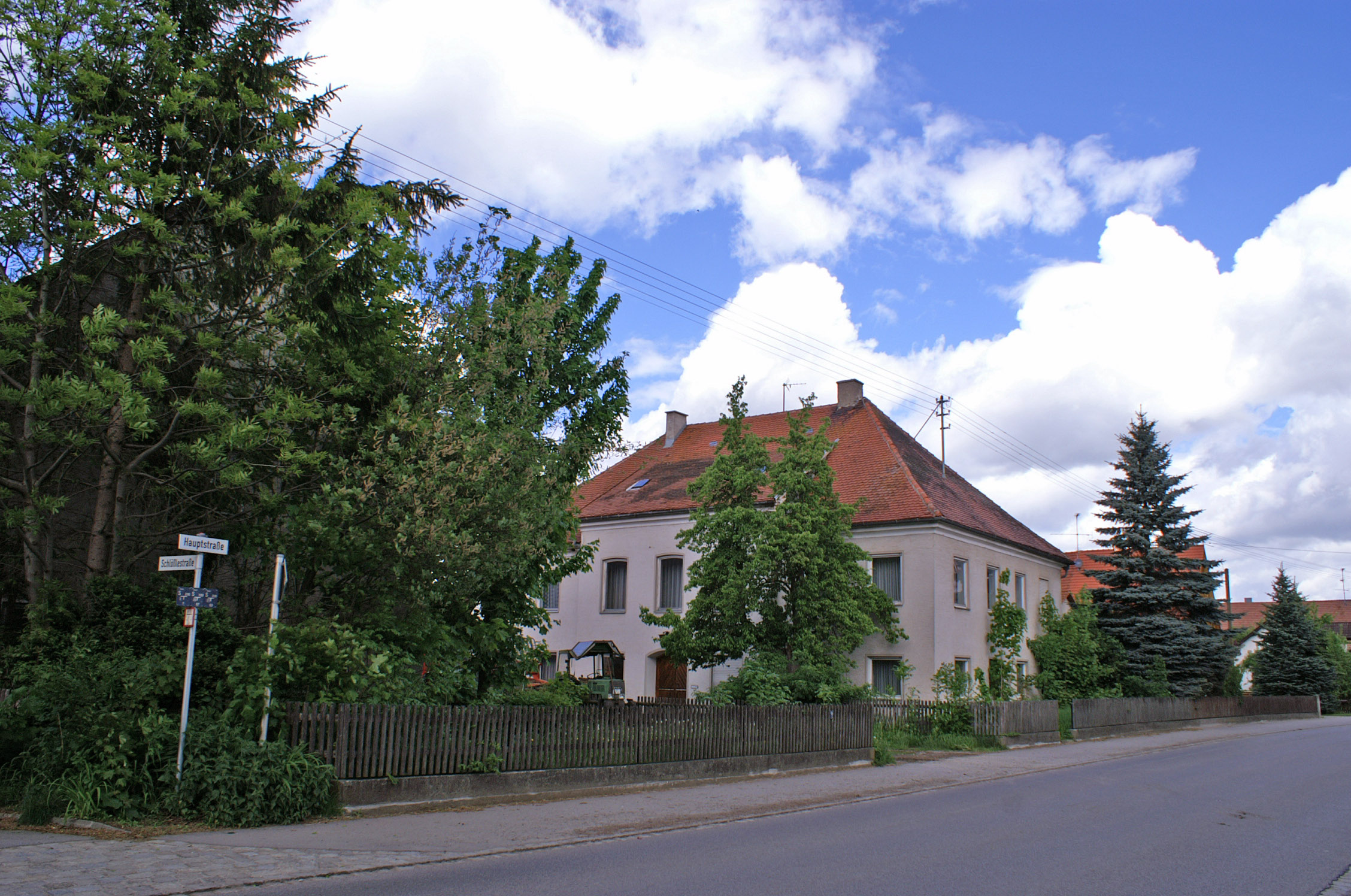
Ehm. Schloss Lamerdingen von Südosten

Schloss Lamerdingen ist ein unter Denkmalschutz stehendes Gebäude in Lamerdingen im schwäbischen Landkreis Ostallgäu.

## Geschichte
Das ehemalige Schloss als Amtssitz des Untervogtes wurde um 1724 erbaut und war bis zur Säkularisation 1803 im Besitz des Hochstifts Augsburg. Es ist heute Privatbesitz.

## Baubeschreibung
Walmdachbau mit Risalit auf der Südseite mit Stuckdecken im Obergeschoss. Im barocken Treppenhaus befindet sich das Wappen des Erbauers Franz Anton von Imhof. Das Schloss liegt in der Mitte des Dorfes an der Hauptstraße.